# Maurya (film)
Maurya è un film del 2004, diretto da S. Narayan. Si tratta del remake del film indiano telugu Amma Nanna O Tamila Ammayi.

## Colonna sonora
1. Shaan – Amma Amma I Love You – 4:14
2. Udit Narayan, Lakshmi Nataraj – Haadali Karunaadali – 4:04
3. Puneeth Rajkumar – Machchalli Kochodalli – 4:29
4. Udit Narayan, K. S. Chitra – Pilla Pilla
5. Puneeth Rajkumar – Simplallagi Helteen Kele – 3:57
6. Srinivas, Shreya Ghoshal – Usiraguve Hasiraguve – 4:22